# Pojata
Pojata je ime za tip kolibe na seljačkom domaćinstvu, koja seljacima služi kao skladište za alat, ili ambar za žitarice ili kao prostorija za spremanje sena. Pojate su se kao i kolibe gradile i pokrivale raznim materijalima, najčešće onima kojima je pojedini kraj obilovao, a to su drvo (u pojasu pojasu umerene klime), kamen (po Mediteranu), blato, trava i slični materijali.
U Severnoj Americi, pojata se odnosi na objekte u kojima se nalazi stoka, uključujući goveda i konje, kao i oprema i stočnu hranu, a često i žito. Zbog toga se pojata štala često kvalifikuje npr. pojata za duvan, pojata za mleko, štala za krave, štala za ovce, pojata za krompir. Na Britanskim ostrvima, termin štala je ograničen uglavnom na strukture za skladištenje neomlaćenih žitarica i stočne hrane, termini byre ili shippon se primenjuju na skloništa za krave, dok se konji drže u zgradama poznatim kao štale. U kontinentalnoj Evropi, međutim, pojate su često bile deo integrisanih struktura poznatih kao byre-dwelling (ili housebarn u američkoj literaturi). Pored toga, pojate se mogu koristiti za skladištenje opreme, kao natkriveno radno mesto i za aktivnosti kao što je vršidba.

## Etimologija
Pojata je vrlo stara reč, koja je u crkvenoslovenskom značila krov kuće. Pojedini lingvisti kao Fran Miklošič mislili su da ima istu etimologiju kao reč jata (šator), dok su drugi kao Petar Skok mislili da ima poreklo u predromanskoj baita (kućerak).
Postoji i mišljenje da je u slavenski ušla iz tračkoga; baita, baite (šator od kože) i iz grčkog baitës (zagrejan prostor).

## Istorija
Moderna pojata se uglavnom razvila iz srednjovekovne desetne pojate, obično poznate kao štala za desetinu ili manastirska štala. Ovo je, pak, proisteklo iz graditeljske tradicije iz 12. veka, koja se takođe primenjivala u halama i crkvenim zgradama. U 15. veku nekoliko hiljada ovih ogromnih pojata nalazilo se u zapadnoj Evropi. Tokom vremena, njen način gradnje su usvojila normalna gazdinstva i postepeno se proširila na jednostavnije građevine i druga ruralna područja. Po pravilu prolazna pojata je imala velika ulazna vrata i prolazni hodnik za natovarene vagone. Podovi za skladištenje između centralnih stubova ili u prolazima bili su poznati kao zalivi.
Glavni tipovi bili su velike pojate sa bočnim prolazima, kompaktne pojate sa centralnim ulazom i manje pojate sa poprečnim prolazom. Ove poslednje su se proširile i na istočnu Evropu. Kad god su se postavljali kameni zidovi, drveni okvir je često ustupao mesto jednobrodnim zgradama. Poseban tip bili su nastambe, koje su obuhvatale stambene prostore, bačve i štale, kao što su Frizijska seoska kuća ili Zalivska kuća i Švarcvaldska kuća. Nisu sve, međutim, evoluirale iz srednjovekovne pojate. Drugi tipovi potiču iz praistorijske duge kuće ili drugih građevinskih tradicija. Jedna od ovih potonjih bila je niskonemačka (salanska) kuća, u kojoj je letina čuvana na tavanu. U mnogim slučajevima, kolonijalna pojata Novog sveta evoluirala je iz donjonemačke kuće, koju su kolonisti prve generacije iz Holandije i Nemačke transformisali u pravu pojatu.

## Konstrukcija
U Jorkšir Dalesu, u Engleskoj, pojate, lokalno poznate kao staje, bile su izgrađene od dvostrukih kamenih zidova. U SAD-u su se starije pojate gradile od građe otesane iz drveća na farmi i građene kao staje od balvana ili drveni okvir, iako su se kamene staje ponekad gradile u područjima gde je kamen bio jeftiniji građevinski materijal. Sredinom do kasnog 19. stoljeća u SAD-u, metode uokvirivanja štala počele su se udaljavati od tradicionalnog drvenog okvira na zgrade s „uokvirenim rešetkama” ili „uokvirenim daskama”. Ambari uokvireni rešetkama ili daskama smanjili su količinu potrebne građe koristeći dimenzionirano drvo za rogove, grede, a ponekad i rešetke. Spojevi su se počeli pričvršćivati vijcima ili čavlima umesto urezima i klinovima. Izumitelj i nositelj patenta za Dženings pojatu tvrdio je da je njegov dizajn koristio manje drva, manje rada, manje vremena i imao manje troškove izgradnje, te da je izdržljiv i daje više prostora za skladištenje sena. Mehanizacija na farmi, bolja transportna infrastruktura i nova tehnologija poput vile za seno postavljene na vozilo pridoneli su potrebi za većim, otvorenijim pojatama. Pilane koje su koristile parnu snagu mogle su proizvoditi manje komade drva po pristupačnoj ceni, a mašinski napravljeni ekseri su bili znatno manje skuplji od ručno izrađenih (kovanih) eksera. Betonski blok počeo se koristiti za pojate početkom 20. veka u SAD.
Moderne pojate su tipičnije čelične zgrade. Otprilike od 1900. do 1940. u severnom SAD izgrađeno je mnogo velikih mlekarskih pojata. One obično imaju gambrelne krovove ili krovove s kukovima kako bi se maksimizirala veličina senika iznad krova mlekare i postale su povezane s popularnom slikom farme mlečnih krava. Pojate koje su bile uobičajene za pšenični pojas omogućavale su držanje velikog broja vučnih konja kao što su Klajdsdejl ili Perčerons. Ove velike drvene staje, posebno kad su bile napunjene senom, mogle su izazvati spektakularne požare koji su obično bili potpuni gubici za poljoprivrednike. S pojavom balirki postalo je moguće skladištiti seno i slamu na otvorenom u stogove okružene izoranom vatrogasnom branom. Mnoge staje u severnim Sjedinjenim Državama obojene su u crvenu boju s belim rubom. Jedan od mogućih razloga za to je taj što je feri oksid, koji se koristi za stvaranje crvene boje, bio najjeftinija i najdostupnija hemikalija za poljoprivrednike u Novoj Engleskoj i obližnjim područjima. Drugi mogući razlog je taj što željezni oksid djeluje kao konzervans te bi bojanje pojate njime pomoglo u zaštiti strukture. U Skandinaviji je široko rasprostranjen običaj bojanja štala u crveno s belim ukrasima. Osobito u Švedskoj falu crvena s belim rubovima tradicionalna je boja većine drvenih zgrada.

## Galerija slika
- Pojata od drvenih trupaca iz Poljske
- Kamena pojata iz Turske
- Pojata od drva iz Bosne
- Pojata od pletera iz Bugarske

## Literatura
- Frantzen, Allen J. (2014). Food, Eating and Identity in Early Medieval England. Boydell & Brewer Ltd. стр. 65. ISBN 978-1-84383-908-8.
- „A Thesaurus of Old English :: barn”. Приступљено 2018-08-29.
- Herman Gabriel Ramm, R. W. McDowall, Eric Mercer (1970), 'Shielings and Bastles., HMSO: London.
- Davison, Andrew; Jessop, Lucy; Whitfield, Matthew (2013). Alston Moor, Cumbria. Historic England. ISBN 9781848021174.
- Brunskill, R. W.. (1997). Houses and cottages of Britain: origins and development of traditional buildings. Great Britain: Victor Gollancz in association with Peter Crawley.. 28-29. Print.
- Jeremy Lake (1989). Historic Farm Buildings: An Introduction and Guide in association with the National Trust. Blandford Press, Cassell, London. стр. 99–101.
- Brunskill, R.W. (1987). Traditional Farm Buildings of Britain. Victor Gollancz, London. стр. 114—117.
- Dunaway, Wayland Fuller (1935). A History of Pennsylvania. Prentice Hall.
- Photos of Bank barns, Various web sites. See:  Архивирано на веб-сајту  (3. март 2016),  Архивирано на веб-сајту  (3. март 2016),  Архивирано 2006-12-14 на сајту ,  Архивирано 2007-09-28 на сајту
- Horning, Jeremy (2022-02-07). „What is a Shed - Ultimate Beginners Guide”. URBAN SHEDS (на језику: енглески). Приступљено 2022-02-19.[мртва веза]
- „shade - Search Online Etymology Dictionary”. www.etymonline.com. Архивирано из оригинала 23. 7. 2017. г. Приступљено 4. 5. 2018.
- „When I was a kid, corporal punishment wasn't an 'issue,' but …”. Star Tribune.
- Woodshed', Visiting An 'Old-fashioned. „Visiting An 'Old-fashioned Woodshed'”. old.worldviewweekend.com. Архивирано из оригинала 14. 08. 2018. г. Приступљено 05. 11. 2022.
- CFB Halifax Officers' Mess. „Royal Artillery Park Officers Mess”. psphalifax.ns.ca. Архивирано из оригинала 11. 1. 2012. г. Приступљено 4. 5. 2018.
- „Wooden Shed Buying Guide - Love2Learn Allotmenting”. Love2Learn Allotmenting (на језику: енглески). Архивирано из оригинала 2016-07-01. г. Приступљено 2016-05-18.
- „Sheds explained”. www.wonkeedonkeeforestgarden.co.uk. Архивирано из оригинала 2016-05-23. г. Приступљено 2016-05-18.
- „Tips on Kit Shed Assembly”. Архивирано из оригинала 2011-01-31. г.

## Spoljašnje veze
- Pojata (teza, potleušica) (језик: хрватски)
- Dairy Barn History
- www.thebarnjournal.org
- National Barn Alliance
- Books about barns
- Barn Again! program
- Timber Framers Guild
- Paper on barns in Hungry
- Excellent paper on historic barns, focus on Ohio, USA
- Barn types and information from the Pennsylvania Historical and Museum Commission Архивирано 2015-09-10 на сајту